# Поколюбицька сільська рада
Поколюбицька сільрада (біл. Пакалюбіцкі сельсавет) — адміністративна одиниця на території Гомельського району Гомельської області Білорусі. Адміністрація сільської ради розташована в селі Поколюбичі.

## Склад
Поколюбицька сільська рада охоплює 14 населених пунктів:
- Грива — селище;
- Залінєйний — селище;
- Калініне — селище;
- Червоний Маяк — селище;
- Лопатине — селище;
- Мостище — селище;
- Востров — селище;
- Пльоси — село;
- Поколюбичі — агромістечко, центр сільради;
- Прудок — селище;
- Ржавець — селище;
- Свєтла Заря — селище;
- Церков'є — селище;
- Янтарний — селище.

## Населення
Населення налічує 5 877 жителів.

## Інфраструктура
На території сільради розташовані 2 відділення зв'язку, філія № 305 Беларусбанк, 6 магазинів, кафе «Колосок», кафетерій. Медичне обслуговування здійснюють Поколюбицька лікарська амбулаторія загальної практики. Працюють 2 сільських Будинки культури і 2 бібліотеки, 3 дитячих садки, 2 середні школи, 2 музичні школи.